# Minuartia bosniaca
Minuartia bosniaca là loài thực vật có hoa thuộc họ Cẩm chướng. Loài này được (Beck) K.Malý mô tả khoa học đầu tiên năm 1908.